# 中国人民解放军火箭军综合训练基地
中国人民解放军火箭军综合训练基地，位于河北省张家口市宣化区，是中国人民解放军火箭军专设的后勤训练机构。

## 简介
该基地原名中国人民解放军第二炮兵部队综合训练基地，是第二炮兵唯一的后勤专业技术骨干教学训练单位，承担财务、军需、物资、油料、营房、后勤装备、军交运输等9个门类14个不同专业的士官教学培训任务。2013年，基地有高级工程师7名。截至2013年，基地有4名教员入选第二炮兵人才库，1名士官教练员获全军优秀士官，有3项科研成果获军队科技进步奖。
2013年，该基地与中国人民解放军防化学院展开联合办学。2013年首批接受联合办学培训的79名防化专业学兵，90%以上提前了一个周期获得专业技术合格证书。
2014年2月20日，该基地后勤部供应科正营职助理员王中昌罹患肺癌病逝。王中昌生前对每项经费支出都精打细算，被誉为“红管家”，第二炮兵后勤部党委为王中昌记二等功，并作出了向王中昌学习的决定。
2015年，来自各地职业技术院校的118名士兵作为第二炮兵首批定向培养直招士官，在该综合训练基地经过3个多月培训后，走上第二炮兵气象、测绘、通信等保障专业岗位。此后，该综合训练基地继续从各地职业技术院校招收定向培养直招士官。
2015年12月，在深化国防和军队改革中，中国人民解放军第二炮兵升格为中国人民解放军火箭军，该基地改称中国人民解放军火箭军综合训练基地。

## 历任领导
| 司令员 …… - 刘智（？—？） | 政治委员 …… - 李建林（？—？） |